# Sandviken
Sandviken je a město a okres ve středním Švédsku v kraji Gävleborg. Okres zabírá území 1164,7 čtverečních kilometrů, s celkovou populací 37 064 obyvatel, z toho 18 635 mužů a 18 429 žen. Hustota zalidnění je 32 lidí na čtvereční kilometr. Větší město v oblasti je Gävle (75 000 obyvatel), vzdálené zhruba 25 km.

## Historie
Sandviken založil v roce 1862 podnikatel Göran Fredrik Göransson. Sídlo se rozvíjelo díky železárnám Sandvik a počátkem dvacátého století překročil počet obyvatel hranici šesti tisíc. Městská práva získal Sandviken roku 1943. V sedmdesátých letech vzniklo moderní sídliště Nya Bruket, které navrhl architekt Ralph Erskine. V roce 2012 bylo sídlo firmy Sandvik přesunuto do Stockholmu. Microsoft zde vybudoval datové centrum využívající obnovitelnou energii.
V blízkosti města se nachází středisko zimních sportů Kungsberget. Na stadionu Jernvallen se hrály dva zápasy skupinové fáze mistrovství světa ve fotbale 1958. Sandviken je tak nejsevernějším městem na světě, kde se konal nejdůležitější fotbalový turnaj.
Pochází odsud lyžařka Sara Hectorová a metalová skupina Sordid Flesh. Místní školu navštěvovala americká herečka Geena Davisová.

## Trivia
Protože "Sandviken" znamená "písečná zátoka", v oblasti Skandinávie lze nalézt velké množství míst s tímto jménem (např. Sandviken v Bergenu, Norsko).